# エルヴィスとニクソン 〜写真に隠された真実〜
『エルヴィスとニクソン 〜写真に隠された真実〜』（エルヴィスとニクソン しゃしんにかくされたしんじつ、原題：Elvis & Nixon）は、2016年のアメリカ合衆国のコメディドラマ映画。監督はリザ・ジョンソン、脚本はジョーイ・セイガル、ハナラ・セイガル、ケイリー・エルウィス。
リチャード・ニクソン大統領をケヴィン・スペイシー、歌手のエルヴィス・プレスリーをマイケル・シャノンが演じ、1970年12月21日に行われたホワイトハウスでの2人の面談を描いている。他に、アレックス・ペティファー、ジョニー・ノックスビル、コリン・ハンクス、エヴァン・ピーターズらが出演。
2016年4月22日にアマゾン・スタジオとBleecker Streetより公開。日本では劇場未公開で、Amazon Primeでの配信となった。配信邦題は『エルヴィス&ニクソン』。

## あらすじ
1970年12月21日の朝、歌手・俳優のエルヴィス・プレスリーがホワイトハウスの通用門に現れ、リチャード・ニクソン大統領との緊急面談を要請した。プレスリーは、ドラッグ文化、ヒッピー運動、SDS、ブラックパンサー党に反対しており、彼はニクソンに、BNDD（麻薬危険薬物取締局）の無任所エージェントへの任命を望んでいた。
ニクソンの2人の補佐官、ドワイト・チェイピンとイージル・クローは協議し、ニクソンに面談受諾を依頼した。最初、ニクソンは断ったが、ニクソンに対する国内の支持拡大を狙い、面談を実現させたいクローらがニクソンの次女ジュリーに情報を流し、プレスリーのファンであるジュリーの懇願によりニクソンはプレスリーと会うことに同意する。
面談の直前、クローはプレスリーに対して大統領執務室入室後の振る舞い方について細かく指示を出すが、執務室に入ったプレスリーはそれらの指示に悉く反する行動をとり、クローのはらわたは煮えくり返ることとなる。
面談の中で、2人は自分たちに共通点が多いことに気づく。恵まれない境遇から懸命に働き、自分の力で成功までのし上がった人物同士であり、2人ともアメリカの若者文化に正当に評価されていないと感じていた。そういった部分での見解の一致があり、当初5分間とされていた面談時間は大幅に延びることとなり、大統領の次の予定を気にするクローをやきもきさせる。最後に2人は一緒に写真に写り、プレスリーはジュリーのために自分の写真にサインする。

## キャスト
- ケヴィン・スペイシー - リチャード・ニクソン大統領
- マイケル・シャノン - エルヴィス・プレスリー
- アレックス・ペティファー - ジェリー・シリング
- ジョニー・ノックスビル - ソニー・ウェスト
- コリン・ハンクス - イージル・クロー
- エヴァン・ピーターズ - ドワイト・チェイピン（日程調整担当大統領副補佐官）
- テイト・ドノヴァン - 大統領首席補佐官ハリー・ロビンズ・ハルデマン
- スカイ・フェレイラ - シャーロット
- トレイシー・レッツ - ジョン・フィンレイター
- アーナ・オライリー - メアリー・アン・ピーターソン
- アシュレイ・ベンソン - マーガレット
- ディラン・ペン - ダイアン
- ジョーイ・セイガル - ジョー・キング
- ジェラルディン・シンガー - ローズ・メアリー・ウッズ
- ハナラ・セイガル - チェイピンの秘書
- ポピー・デレヴィンニュ - 客室乗務員

## 製作

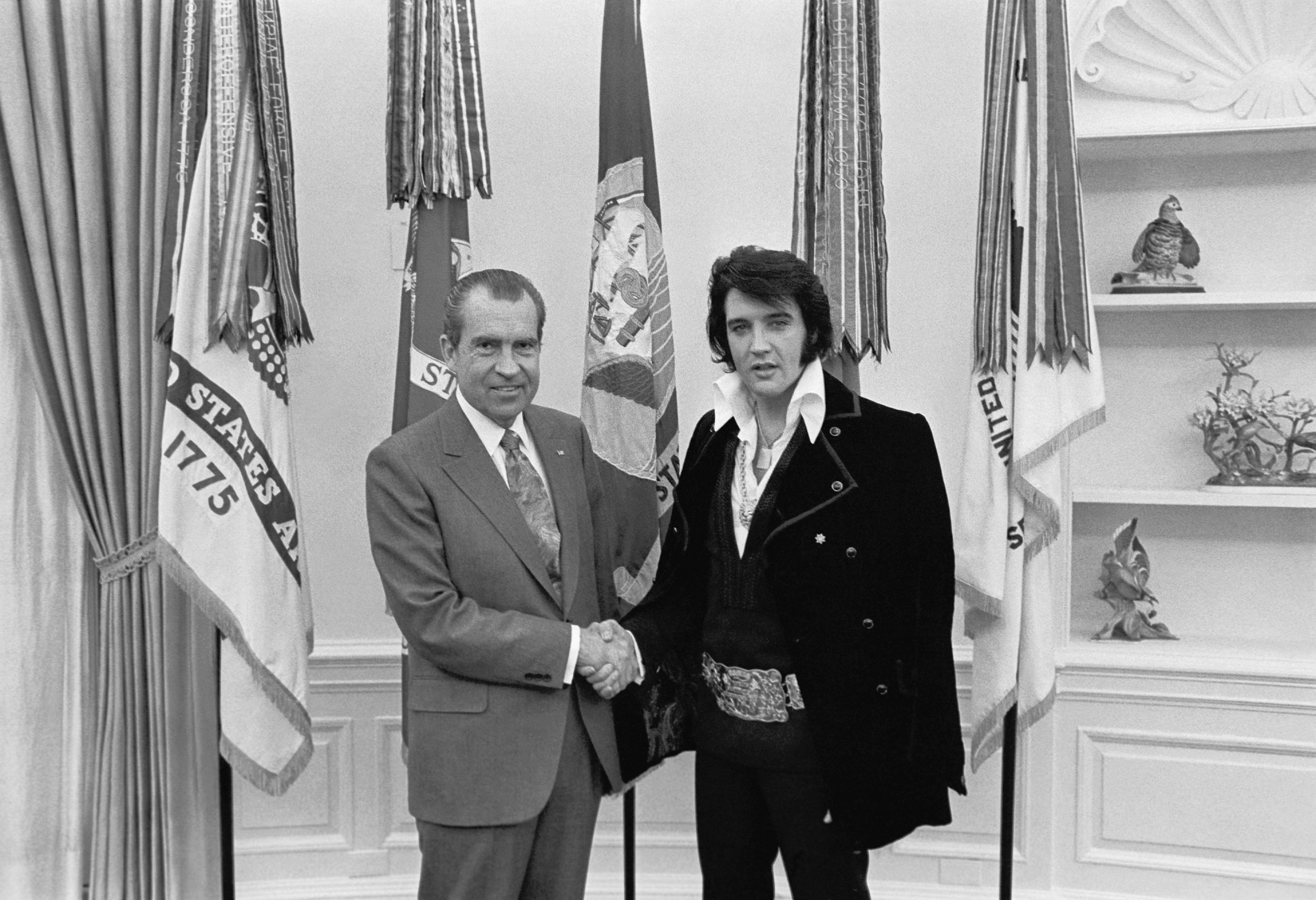
ニクソンとプレスリー（大統領執務室にて、1970年12月21日）

2014年11月5日、1970年のホワイトハウスでの両者の有名な会合を題材にした映画を『Elvis & Nixon』という題で製作されることが発表された。ケヴィン・スペイシーとマイケル・シャノンがそれぞれリチャード・ニクソン、エルヴィス・プレスリーを演じ、脚本をジョーイ・セイガル、ハナラ・セイガル、ケイリー・エルウィスが担当。2015年1月16日、コリン・ハンクス、ジョニー・ノックスビル、アレックス・ペティファー、トレイシー・レッツ、スカイ・フェレイラの参加が発表された。アレックス・ペティファーはプレスリーの親友で一緒にワシントンD.C.へ行ったジェリー・シリングを、コリン・ハンクスはニクソン政権の弁護士イージル・クローを、ジョニー・ノックスビルはプレスリーの秘書を、スカイ・フェレイラはジェリーが思いを寄せる女性を演じる。2月4日、さらにアシュレイ・ベンソン、テイト・ドノヴァン、ポピー・デレヴィンニュ、ディラン・ペンの参加が発表された。アシュレイ・ベンソンはアメリカン航空の職員を、テイト・ドノヴァンはアメリカ合衆国大統領首席補佐官ハリー・ロビンス・ハルデマンを、ポピー・デレヴィンニュはプレスリーとともにワシントンD.C.へフライトする客室乗務員を、ディラン・ペンはホテル職員を演じる。
主要撮影は2015年1月12日にルイジアナ州ニューオーリンズで始まった。撮影はルイジアナ州シュリーブポートとカリフォルニア州ロサンゼルスでも行われた。
共同脚本家のジョーイ・セイガルは以前舞台・映画・テレビでエルヴィス・プレスリーを演じており、また幼少時に父親のボリス・セイガルが1965年のプレスリーの映画『フロリダ万才』を監督しており、その際にプレスリーに会っている。

## 公開
2014年11月11日、Sony Pictures Worldwide Acquisitionsが米国外での配給権を獲得したことが発表された。2015年6月23日、アマゾン・スタジオが400万ドルで映画を購入したと発表され、アマゾン・スタジオが初めて購入した映画となった（公開は3番目）。Bleecker StreetはAmazonでの公開前に劇場公開した。
2016年3月には、トライベッカ映画祭で発表された。ニクソンの死去から22年となる2016年4月22日に、アメリカ合衆国で公開された。イギリスでは2016年4月29日に公開された。

## 評価
映画批評集積サイトのRotten Tomatoesには130件のレビューがあり、批評家支持率は76%、平均点は10点満点で6.5点となっており、「本作は、象徴的な写真のことをそこまで無闇に詳細に述べる必要はないのかもしれないが、そのような意見は才能ある主演コンビへの感謝には及ばない」と総評した。また、Metacriticでは37件の批評に基づき加重平均値は59/100となっている。